# Leptosphaeria biglobosa
Leptosphaeria biglobosa är en svampart som beskrevs av Shoemaker & H. Brun 2001. Leptosphaeria biglobosa ingår i släktet Leptosphaeria och familjen Leptosphaeriaceae.   Inga underarter finns listade i Catalogue of Life.